# Praia de Ponta Negra

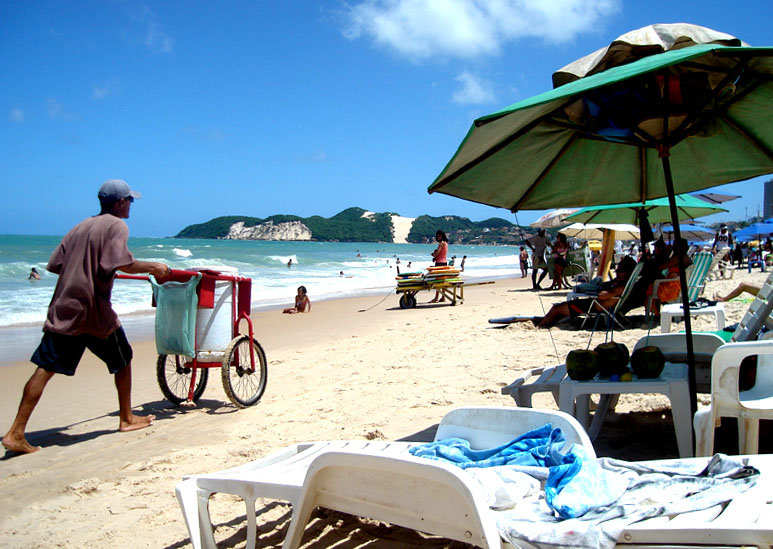
Il luogo di Praia de Ponta Negra

Praia de Ponta Negra, ossia la spiaggia di Ponta Negra, è una famosa spiaggia di Natal, la capitale del Rio Grande do Norte in Brasile.
La spiaggia ha un'estensione di circa 4 chilometri, all'estremo sud della quale sta il Morro do Careca, una duna di oltre cento metri di altezza, il punto turistico più famoso di Natal.